# Saint-Germain-en-Laye

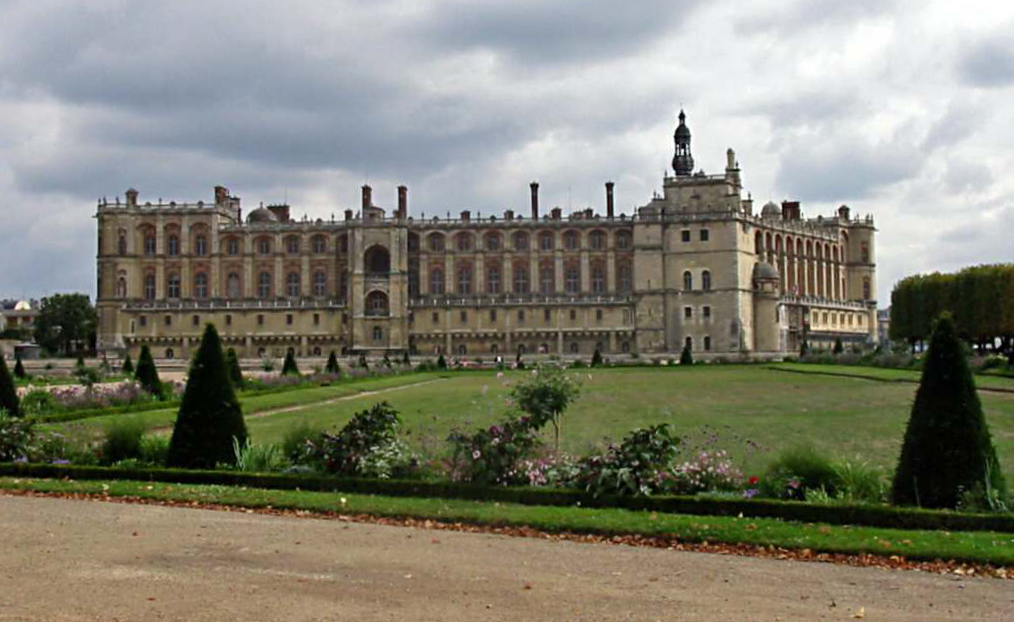
Slottet i Saint-Germain-en-Laye.

Saint-Germain-en-Laye är en stad i norra Frankrike. Saint-Germain-en-Layes kommun tillhör departementet Yvelines och har 45 286 invånare (2022).

## Historia
Ludvig XIV föddes på slottet i Saint-Germain-en-Laye, där han tillbringade sin barndom, innan slottet Versailles byggdes och han flyttade dit. I slottet finns Frankrikes nationella arkeologiska museum.
Den 10 september 1919 slöts här freden i Saint-Germain och tidigare freder slöts 1570 och 1679.

## Geografi och stadsbild
Saint-Germain-en-Laye ligger väster om Paris, i departementet Yvelines i regionen Île-de-France. I staden finns Lycée International de Saint-Germain-en-Laye.
Från Saint-Germain-en-Laye kom fotbollslaget Stade Saint-Germain, som gick samman med Paris FC 1970 och bildade Paris Saint-Germain FC. Laget har Parc des Princes i Paris som hemmaarena, men tränar fortfarande regelbundet vid sportanläggningen Camps des Loges i Saint-Germain-en-Laye. Där finns också ett friidrottsstadion och flera tennisbanor.

## Befolkningsutveckling
Antalet invånare i kommunen Saint-Germain-en-Laye
| Referens: INSEE |